# Amul Roger Thapar

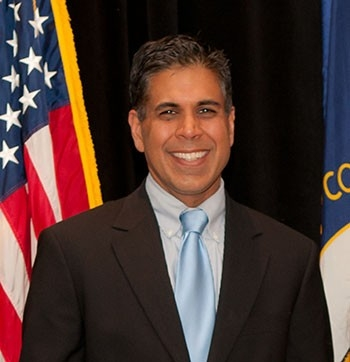
Amul Thapar

Amul Roger Thapar (* 29. April 1969 in Detroit, Michigan) ist ein US-amerikanischer Jurist. Er ist der erste US-Bundesbezirksrichter südasiatischer Herkunft und gegenwärtig auch jüngster Richter dieser Ebene.

## Karriere
Thapar wurde in Detroit geboren und schloss als Bachelor of Science am Boston College 1991 ab. 1994 erwarb er den juristischen Doktor (J.D) der University of California, Berkeley,  Boalt Hall School of Law, University of California, Berkeley. Zwischen 1994 und 1996 wirkte Thapar als angestellter Rechtsanwalt unter S. Arthur Spiegel beim US-Bezirksgericht des Südlichen Gerichtsbezirks von Ohio und bis 1997 in gleicher Funktion unter Nathaniel R. Jones beim US-Berufungsgericht für den sechsten Gerichtsbezirk.

### Wissenschaftliche Laufbahn
Zwischen 1997 und 1999 und von 2002 bis 2006 lehrte er als Assistenzprofessor des Universität Cincinnati Rechts-College. Zwischen 1997 und 1999 war er gleichzeitig als Praktikant in Washington, D.C. privat angestellt. An der dortigen Georgetown University wirkte er im Rechts-Zentrum auch von 1999 bis 2000 als Trainer für Prozessrecht. Als US-Staatsanwalt war er in Washington, D.C. von 1999 bis 2000 tätig und von 2000 bis 2001 als Justiziar für die Firma Equalfooting. Als niedergelassener Rechtsanwalt arbeitete Thapar in Cincinnati, Ohio von 2001 bis 2002. Im Anschluss kehrte er als assistierender US-Staatsanwalt in den südlichen Gerichtsbezirk von Ohio zurück, wo er bis 2006 blieb. Als Bundesstaatsanwalt wechselte er dann in den östlichen Gerichtsbezirk von Kentucky und fungierte dort bis 2007.

### Jurisdiktion
Während seiner Zeit als assistierender US-Staatsanwalt wurde Thapar in den staatsanwaltlichen Beratungsausschuss (Attorney General’s Advisory Committee (“AGAC”)) berufen, wo er den Unterausschuss für Beschlagnahme und Vermögensverwaltung vorsaß. Weiterhin war er Mitglied in den Unterausschüssen für Terrorismus und Nationale Sicherheit, Gewaltkriminalität sowie  Kindesmissbrauch tätig.
Präsident George W. Bush ernannte ihm am 24. Mai 2007 zum Nachfolger des Richters Joseph M. Hood des US-Gerichts im östlichen Gerichtsbezirk von Kentucky. Er wurde vom US-Senat am 13. Dezember 2007 bestätigt und erhielt seine Ernennungsurkunde am 4. Januar 2008.
Seine Dienstsitze sind in  Covington, Kentucky außerhalb von Cincinnati, sowie in London, Kentucky, und in Pikeville ebenfalls in Kentucky. Gleichzeitig zu seinem Richteramt wirkte Thapar als Assistenzprofessor der Vanderbilt University Law School, University of Virginia School of Law, und der Northern Kentucky University sowie als Gastwissenschaftler des Federalist-Society-Programms.

## Internationale Aufmerksamkeit
2013 erregte ein Prozess im östlichen Gerichtsbezirk von Tennessee Aufmerksamkeit, bei dem Thapar als Vertretungsrichter eingesetzt war. In dem Verfahren waren drei Friedensaktivisten angeklagt, im Juli 2012 in den hochgesicherten Uran-Hochanreicherungsbereich Y-12 National Security Complex in der Nähe des Oak Ridge National Laboratory eingedrungen zu sein. Die Angeklagten, von denen die Älteste 84 Jahre alt war, wurden zu drei Jahren Haft verurteilt und in Gewahrsam genommen. Thapar begründete dies so, dass es sich bei diesem Fall um ein Bundesverbrechen des Terrorismus handele.
Bei einer der Angeklagten handelte es sich um die 84-jährige pazifistische Nonne Megan Rice, die mit ihrer Tat auf Sicherheitsmängel des Waffenkomplex aufmerksam machen wollte. Als Werkzeug hatte sie eine Taschenlampe und einen Bolzenschneider verwendet.
Die beiden anderen Aktivisten wurden zu fünf Jahren verurteilt, weil es nicht ihre erste Straftat gewesen war. Entgegen der Bitte der Verteidiger um ein mildes Urteil aufgrund des nachgewiesenen guten Willens, verurteilte Thapar mit einem Abschreckungsurteil, um andere Aktivisten abzuhalten.